# Рик Джордан
Рик Джо́рдан (англ. Rick J. Jordan, настоящее имя Хендрик Штедлер (нем. Hendrik Stedler; род. 1 января 1968, Ганновер, Германия) — бывший участник и один из основателей немецкой техно-группы Scooter. На протяжении 20 лет, с 1993 по 2014 годы, занимался в основном созданием музыки для группы, звуковым дизайном, звучанием. В октябре 2013 года объявил о своём уходе из группы. Последний концерт Scooter с участием Джордана состоялся в Гамбурге 24 января 2014 года. С 2018 года — участник группы Leichtmatrose.

## Биография
Джордан научился играть на пианино уже в возрасте 5 лет, затем он продолжил своё музыкальное образование, в том числе занимаясь и микшированием композиций. В 1986 году вместе с Эйч Пи Бакстером создал коллектив Celebrate the Nun.
Рик Джордан отвечал за все аспекты звучания Scooter. Будучи опытным музыкантом, знающим теорию классической музыки, он даже создал виртуальный симфонический оркестр. Разноплановость Джордана позволяла группе Scooter экспериментировать в различных музыкальных жанрах, примешивая к танцевальной музыке рок, классическую музыку, кельтские мотивы и многое другое. Кроме того, голос Рика в питченном варианте можно услышать во многих хитах группы.
По поводу творческого процесса в Scooter Рик высказывается следующим образом:

Он (Эйч Пи Бакстер) придумывает безумные идеи, а затем мы смотрим, как можно выстроить совместную композицию. Я стараюсь отсортировать «творческий хаос» и добавить свои собственные идеи в производственном процессе.
Оригинальный текст (англ.)He comes up with the maddest ideas and then we have to see how we can build a song together. I try to sort the creative chaos and add in my own ideas into the production process.
— Биография на официальном сайте Scooter
Также Рик создал свой проект в 1995 году («Nu Love») и издал свой сингл.
В настоящий момент Джордан проживает в Гамбурге. Рик женат с 1997 года на бывшей певице ганноверской группы Crown of Creation Николь (девичья фамилия Зукар, сокращённый вариант имени — Nikk), голос которой можно услышать в нескольких знаменитых композициях Scooter, как без обработки, так и питченый вариант («Jigga Jigga», «Nessaja» или «Friends»).

По словам Рика:
«Человек может достичь всего, если он очень сильно этого хочет»

21 августа 2007 года у Рика и Николь родилась дочь, которую назвали Кайра (Keira).

### Уход из Scooter
15 октября 2013 года Рик Джордан объявил о своём уходе из группы Scooter. Это стало известно благодаря официальному пресс-релизу группы. Рик отыграл свой заключительный концерт в прежнем составе Scooter 24 января 2014 года в рамках юбилейного тура группы Scooter, посвящённому 20-летию группы. В записи нового альбома группы Scooter, который записывался в течение 2013 года и ожидается весной 2014 года, участия не принимал.
Вот как высказался сам Рик о своём уходе из группы:

После двадцати фантастических лет хардкора я осознал, что настало время для меня попробовать что-то новое в музыке, а ещё я хочу больше времени проводить со своей семьёй и друзьями.
Оригинальный текст (англ.)After 20 fantastic hardcore years, I’ve come to realize that now is the time for me to try something new, to take a new musical direction and also to spend a bit more time with my family and friends.
— Пресс-релиз на официальном сайте Scooter
После прощального юбилейного тура группы Scooter, в конце января 2014 года, в одном интервью признался, что уход из группы связан не только лишь по семейным обстоятельствам. Он принял решение уйти в связи с тем что Йенс Теле вместе с Эйч Пи диктовали ему свои правила, и он не видит будущего с группой Scooter. Он больше не собирается писать коммерческую музыку и хочет заняться более интересными для него направлениями. В частности, писать что-то альтернативно-роковое или чилл-аут, а также хочет себя попробовать в написании реклам для телевидения. Он не имеет ничего против современной танцевальной музыки, но новые веяния в танцевальной культуре его не вдохновляют на создание собственных композиций.
На сцене использует оборудование фирмы Roland, в частности главный синтезатор Roland Fantom X8, драм-машины Akai, а также ноутбуки Apple. Собирает классическое аналоговое оборудование. В последнее время работал в студии в программе Ableton Live.

### Творчество после 2014 года
С 2016 года Рик Джордан создал совместный проект с композитором и пианистом Александром Райчевым, выходцем из Болгарии, живущим в Гамбурге. В своём творчестве авторы совмещают элементы классической и электронной музыки. Также для создания композиций они привлекают других исполнителей классической музыки. В 2017 году вышел их совместный альбом Postclassicalelectro.
В 2018 году стал участником немецкой инди-рок и синти-поп группы Leichtmatrose.

## Сольная дискография

### Can You Feel The Love Tonight
Сингл «Can You Feel The Love Tonight» был выпущен в 1995 году. Песню написал и исполнял Элтон Джон в саундтреке к мультфильму Король Лев.
Сингл
- Can You Feel The Love Tonight? — Radio edit (3:59)
- Can You Feel The Love Tonight? — Extended Version (6:44)
- Agony (6:00)

Винил
- A1. Can You Feel The Love Tonight? — Extended Version (6:44)
- B1. Agony (6:00)

### S.A.X. (1991)
Принимали участие Рик Штедлер, Катарина Нови и Том Кроге.
Сингл — «Marrakesh»
- Marrakesh — Re-Mix (4:17)
- Marrakesh — Radio-Mix (3:29)
- Marrakesh — Long version (5:37)
- Amnesia (3:28)